# Рамовш, Фран
Фран Рамо́вш (словен. Fran Ramovš [frán ramôvš]; 14 сентября 1890 — 16 сентября 1952) — словенский филолог, лингвист, исследователь словенских диалектов и истории словенского языка (фонетика, морфология). Создатель первой карты словенских наречий (Dialektološka karta slovenskega jezika, 1931), установил 7 словенских диалектных групп и около 40 диалектов. Совместно с Антоном Брезником разработал правила словенской орфографии (1935). Профессор Люблянского университета (1919), декан Философского факультета (1926/1927) и ректор (1934, 1935 гг.) Люблянского университета. Один из основателей и первых профессоров Словенской академии наук и искусств. В 1945—1952 руководил Институтом словенского языка Словенской академии наук и искусств, ныне носящим его имя. За достижения в области науки был избран членом-корреспондентом Югославской академии наук и искусств в Загребе (1926), Сербской академии наук и искусств в Белграде (1929), Славянского института в Праге (1929) и Польской академии наук в Кракове (1935).

## Биография
Отец — Франц, мать — Мария (Томшич).
Школу посещал в маленьком городке Боровнице недалеко от Любляны, куда переселилась семья в 1884 году, в 1902—1910 годах учился во 2-й Люблянской гимназии. Уже в гимназии познакомился с Краткой грамматикой индоевропейских языков Бругмана . Побуждаемый другом Иваном Цанкаром, словенским писателем, начал сам писать под псевдонимом Юлий Дуб (словен. Julij Dub) и публиковаться в периодическом издании «Люблянский колокол» (Ljubljanski zvon) в 1910 и 1912 годах.
Изучал языкознание в Вене в 1910 году у профессоров Майера-Любке, Кречмайера, Ягича, Вондрака, Решетара и др. и в Граце в 1911—1914 годах у профессоров Мерингера и Шухардта.
Уже в 1911 году Фран Рамовш стал ассистентом проф. Мерингера, в том же году написал докторскую диссертацию о рефлексах праславянских редуцированных гласных в словенском языке. На третьем и четвёртом году обучения в университете проводил семинарские занятия, принимал зачеты по сравнительно-историческому языкознанию и писал хабилитационное сочинение о современной редукции гласных в словенском языке. На каникулах в 1913 году путешествовал по Германии и Дании, изучал словенские протестантские издания. В июле 1914 года защитил диссертацию в Граце. Изданию диссертации в издательстве Slavica в Гейдельберге помешала начавшаяся Первая мировая война. Несмотря на слабое здоровье, Фран Рамовш был мобилизован на фронт, однако спустя несколько месяцев был демобилизован, после чего лечился в клинике в Вене.
С помощью Ягича диссертация Рамовша была опубликована отдельным изданием в 1918 году, в начале того же года он читал лекцию в Грацском университете о топонимах в Фриули (словен. Furlanija) — исторической области на севере Италии, где издавна проживали славяне (они до сих пор составляют в некоторых городах Фриули большой процент населения), Профессорская ученая степень Рамовша была подтверждена в мае 1918 года, и по рекомендации Ягича его назначили профессором в университет города Черновцы, входящего тогда в состав Австро-Венгрии. В это же время Ф. Рамовша пригласили в Грацский университет в качестве приват-доцента для проведения курсов по славистике. Все эти планы не осуществились из-за распада Австро-Венгрии.
Вернувшись из Граца в Словению, Рамовш включился в деятельность по созданию высшей школы в Любляне, и в декабре 1918 года стал секретарем комиссии по созданию университета в Любляне. Через год, 3 декабря 1919 года, он прочитал первую лекцию во вновь открытом Люблянском университете (этот день традиционно отмечается в настоящее время как дата открытия университета). В течение двух первых лет был секретарем университета и детально разработал структуру его деятельности.
Вскоре он стал одним из главных организаторов «Объединения гуманистических наук» (ZDHV) в Любляне 1921 и первым секретарем этого общества, которое вскоре поставило своей главной целью создание академии наук в Словении.С 1924 по 1938 гг. Рамовш был одним из энтузиастов и борцов за создание словенской академии наук и искусств.
Будучи одним из первых профессоров словенского языка в Люблянском университете, долгие годы преподавал историческую грамматику, акцентологию, общую фонетику, праславянский язык, кроме того, два года он преподавал сравнительно-историческую индоевропеистику (грамматику). 

Увлеченный работой по созданию системы высшего филологического образования в Словении, в 1923 году отказался от приглашения читать лекции в Венский университет, спустя 4 года, в 1927 году, отказался от чтения лекций в Праге.
Фран Рамовш был деканом философского факультета (1926–1927) и ректором Люблянского университета (1934). Будучи ректором, предложил план создания академии наук, и, поскольку тот был отклонен, отказался от ректорской должности.
Осенью 1945 года началась работа по реорганизации Академии. 2 октября на собрании Академии были установлены Комиссии по составлению словаря словенского языка, лингвистического атласа, топографического словаря, словаря словенских фамилий и др. Рабочий план по изучению словенского языка (проект) был представлен Ф. Рамовшем уже 3 октября 1945 года, а 13 октября в письме министру образования Словении план был детализирован.
15 мая 1950 года Фран Рамовш был избран четвёртым председателем Академии и оставался им до своей смерти в 1952 году.
Рамовш являлся редактором или соредактором многих публикаций Словенской академии наук и искусств.
За свою исключительно плодотворную деятельность Ф. Рамовш получил признание как в Словении, так и за её пределами: был членом-корреспондентом был членом-корреспондентом School of Slavonic and East European Studies в Лондоне (1925), членом-корреспондентом Югославской академии наук и искусств (впоследствии Хорватская академия наук и искусств) в Загребе (1926), Сербской академии наук и искусств в Белграде (1929), Славянского института в Праге (1929), Чешского королевского научного общества (Královské české společnosti nauk) в Праге (1935), Польской академии наук в Кракове (1935) и Американской Ассоциации современной лингвистики (Modern Linguistic Association of America) (1948).

## Семья
Сын — словенский композитор и органист Примож Рамовш. Внук — блокфлейтист и организатор фестивалей камерной музыки Клемен Рамовш.

## Научная деятельность Рамовша
В своих первых лингвистических исследованиях Рамовш стоял на позициях младограмматиков, теоретические представления которых уже не отвечали требованиям развивающейся науки. Рамовш начал искать свой путь в лингвистике, отличный от пути его учителя Гуго Шухардта (1842—1927). 
Свою научную деятельность он с самого начала он связывал со словенистикой. Вначале он занимался вопросами взаимодействия словенского языка с романскими и германскими языками (наречиями) в зонах языкового контактирования для установления субституции звуков. Устанавливая возможные фонетические комбинации в историческом развитии звукового строя словенского языка, проследил развитие отдельных звуков в различные эпохи и по различным говорам, значительно развив при этом первоначальный метод субституций Г. Шухардта. Интерес к фонетическим процессам побудил Рамовша заняться детальным изучением фонетики по работам Сиверса, Отто Есперсена и др. и перенести методы современной ему фонетики и фонетических методов в исследования истории языка, создавая при этом и необходимую словенскую лингвистическую терминологию.

### Работы Франа Рамовша в области исторической грамматики словенского языка
Рамовш начал работать над исторической грамматикой словенского языка с первых шагов в науке. Уже во время учебы в Венском и Грацском университете он систематически расписал все словенские тексты, начиная с середины XVI до середины XIX вв. для разработки вопросов истории языка, в особенности развития фонетики и морфологии. Параллельно с этим он записывал словенские говоры. Результатом многолетней работы было появление труда Slowenische Studien, опубликованного в журнале Archiv für slavische Philologie, XXXVII (1918, 1920). Этот труд, посвященный всестороннему рассмотрению вопроса редукции в словенском языке в истории и диалектах, знаменовал собой начало новой эпохи в словенском языкознании.
Вслед за ним начали выходить и другие статьи Рамовша по отдельным проблемам истории языка в научных журналах Словении ( Časopis za slovenski jezik, književnost in zgodovino, Razprave Znanstvenega društva za humanistične vede, Slavistična revija) и за её пределами (Archiv für slavische Philologie (Берлин), Revue des Etudes slaves (Париж), Zeitschrift fur slavische Philologie (Гейдельберг),  Južnoslovenski filolog (Белград) и др.). Статьи стали подготовительными этапами создания исторической грамматики словенского языка. Рамовш предполагал написать несколько книг, однако писал их не в том порядке, который предполагался в первоначальном плане.
Во второй книге из серии под названием «Консонантизм» (Konzonantizem 1924) решаются практически все вопросы диалектного развития словенских согласных. Словенские же гласные, история развития которых тесно связана с историей ударения в многочисленных словенских диалектах, представляют весьма сложную научную проблему, поэтому книга о вокализме так и не была написана. Однако систему словенского вокализма в его развитии Рамовш (впервые в словенистике) представил в лучшей своей книге «Краткая история словенского языка» (Kratkа zgodovinа slovenskega jezika, I, 1936). Ученый связал диалектные рефлексы с историческим развитием звуков, и, исходя из системы праславянского языка, проследил развитие отдельных гласных вплоть до их представленности в современном ему словенском диалектном языке. Кроме того, словенским гласным и их истории были посвящены работы Рамовша «Относительная хронология явлений в области словенского ударения» (Relativna kronologija slovenskih akcentskih pojavov, 1950) и «Основная линия в формировании словенского вокализма» (Osnovna črta v oblikovanju slovenskega vokalizma, 1951), в которых установлен закон зависимости качества гласного от количественных характеристик.
К исследованиям в области истории словенского языка относится и критическое издание Фрейзингенских отрывков (Brižinski spomeniki, X—XI вв.), подготовленное Франом Рамовшем и Милко Косом в 1937 г., где была опубликована предложенная Рамовшем фонетическая транскрипция памятника, нуждающаяся, с точки зрения современных исследователей, лишь в минимальных правках. В предисловии к изданию Рамовш доказывает, что язык памятника является словенским и что переходный период из праславянского диалекта к словенскому завершился уже в середине VIII в.

### Фран Рамовш и словенская диалектология
Большая часть научного наследия Ф. Рамовша связана со словенской диалектологией. До его работ в этой области отсутствовали точные знания о расчлененности словенского диалектного языка. Фран Рамовш создал подробный план систематической фиксации диалектных явлений, при этом обращал внимание на необходимость учета таких факторов, как социальные условия, колонизация, геоморфология (ландшафт), влияние других языков и ассимилятивные процессы, а также характер жизни населения отдельных местностей («жизненный темперамент»).
Ученый сам занимался сбором диалектных данных из области фонетики и морфологии в своих путешествиях по Словении, изучил все более ранние исследования и заметки о словенских говорах, записывал сведения о диалектах от своих учеников, слушателей. Обобщив накопленные данные и приняв во внимание известные историко-административные и геоморфологические факторы, он создал первую классификацию словенских говоров на основе важнейших фонетических и морфологических особенностей словенских диалектов. Эта классификация в основных чертах сохраняется до сих пор (с уточнениями, сделанными во второй половине XX в. вначале Йоже Топоришичем, затем Тине Логаром и Якобом Риглером. В 1931 году появилась «Диалектологическая карта словенского языка» (Dialektološka karta slovenskega jezika).
В книге «Диалекты» (Dialekti, 1935), которая, по замыслу Рамовша, должна была представлять седьмую часть его «Исторической грамматики словенского языка», подробно описаны отдельные словенские говоры и группы говоров, а также дана схематическая карта наречий. Краткое описание словенских говоров с картой представлено также в «Краткой истории словенского языка» (Kratka zgodovina slovenskega jezika I). В книге «Фольклор из Рожа» (Narodno blago iz Roža, Марибор, 1936—1937) Рамовш в соавторстве с Шашелем показал связь наречий с фольклором.
Работая над диалектологической картой Словении, Рамовш пришел к выводу о необходимости создания Словенского лингвистического атласа. В годы войны им были созданы вопросник и сетка населенных пунктов для будущего атласа. Реальные очертания идея начала обретать в 50-е годы, когда были созданы условия для планомерной работы по созданию атласа..

### Работы Франа Рамовша по нормированию словенского языка
После создания Люблянского университета Фран Рамовш стал одним из наиболее авторитетных специалистов в области словенского литературного языка. Его отношение к нему не было традиционно пуристическим. Рамовш был весьма осторожен в оценке неологизмов, хотя резко выступал против неоправданного заимствования конструкций и лексем, чуждых словенскому языку. Эти принципы он реализовал в «Орфографических правилах словенского языка» (Slovenski pravopis, 1935, школьные издания — 1937, 1938, расширенное и исправленное издание — 1950), выступая как организатор и редактор издания. В 1950 году он был награждён высшей премией Словении — премией Прешерна за свою научную деятельность и за организационную деятельность по созданию Орфографических правил словенского языка.
Работа по нормированию современного словенского языка привела Рамовша к пониманию необходимости создания большого словаря словенского литературного языка, словенского этимологического словаря и словенского исторического словаря. Подготовка словарей началась сразу после войны, и спустя 25 лет появился первый том «Словаря словенского литературного языка» (Slovar slovenskega knjižnega jezika, 1970—1991). В 1976—2007 гг. вышло также 4 тома этимологического словаря, который по инициативе Рамовша начал создавать Ф. Безлай, а закончили М. Сной и М. Фурлан.
Фран Рамовш занимался также созданием терминологии для разных областей науки, учредив для этих целей Терминологическую комиссию Словенской академии наук и искусств.

## Наиболее важные работы Франа Рамовша[6]
- Historična gramatika slovenskega jezika II: Konzonantizem. Ljubljana 1924.
- Dialektološka karta slovenskega jezika. Ljubljana 1931.
- Über die Stellung des Slovenischen im Kreise der slavischen Sprachen. Annales Academiae scientarium Fennicae, serija B 27. Helsinki 1932. 218–238.
- Historična gramatika slovenskega jezika VII. Dialekti. Ljubljana 1935.
- Slovenski pravopis. Ljubljana 1935 (z Antonom Breznikom).
- Kratka zgodovina slovenskega jezika 1. Ljubljana 1936.
- Komisija za etimološki slovar slovenskega jezika. LSAZU 1, 1938/42, 1943. 352–359.
- Poročilo, podano na svečani seji glavne skupščine dne 8. februarja 1946. LSAZU 2, 1943/47, 1947. 136–143.
- Relativna kronologija slovenskih akcentskih pojavov. Slavistična revija, Ljubljana 1950. 16–23.
- Morfologija slovenskega jezika. Ljubljana: DZS za Univerzitetno Študijsko komisijo 195.